# Sabacon ishizuchi
Sabacon ishizuchi is een hooiwagen uit de familie Sabaconidae.